# Hildebran
Hildebran é uma cidade  localizada no estado norte-americano de Carolina do Norte, no Condado de Burke.

## Demografia
Segundo o censo norte-americano de 2000, a sua população era de 1472 habitantes.
Em 2006, foi estimada uma população de 1852, um aumento de 380 (25.8%).

## Geografia
De acordo com o United States Census Bureau tem uma área de
5,8 km², dos quais 5,8 km² cobertos por terra e 0,0 km² cobertos por água.

## Localidades na vizinhança
O diagrama seguinte representa as localidades num raio de 8 km ao redor de Hildebran.